# 灰白粉苞菊
灰白粉苞菊（学名：Chondrilla canescens）为菊科粉苞菊属的植物。分布在阿富汗、俄罗斯、哈萨克斯坦以及中国大陆的新疆等地，目前尚未由人工引种栽培。